# Macieira de Sarnes
Macieira de Sarnes is een plaats (freguesia) in de Portugese gemeente Oliveira de Azeméis en telt 2214 inwoners (2001).